# 第二次世界大戰戰役列表

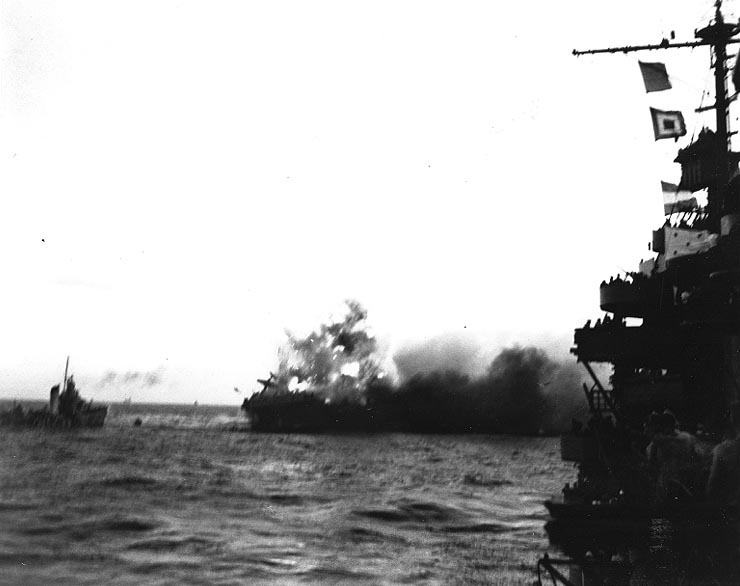
1942年5月8日珊瑚海戰役巡洋艦明尼阿波利斯號上的船員拍攝到列克星敦號發生爆炸

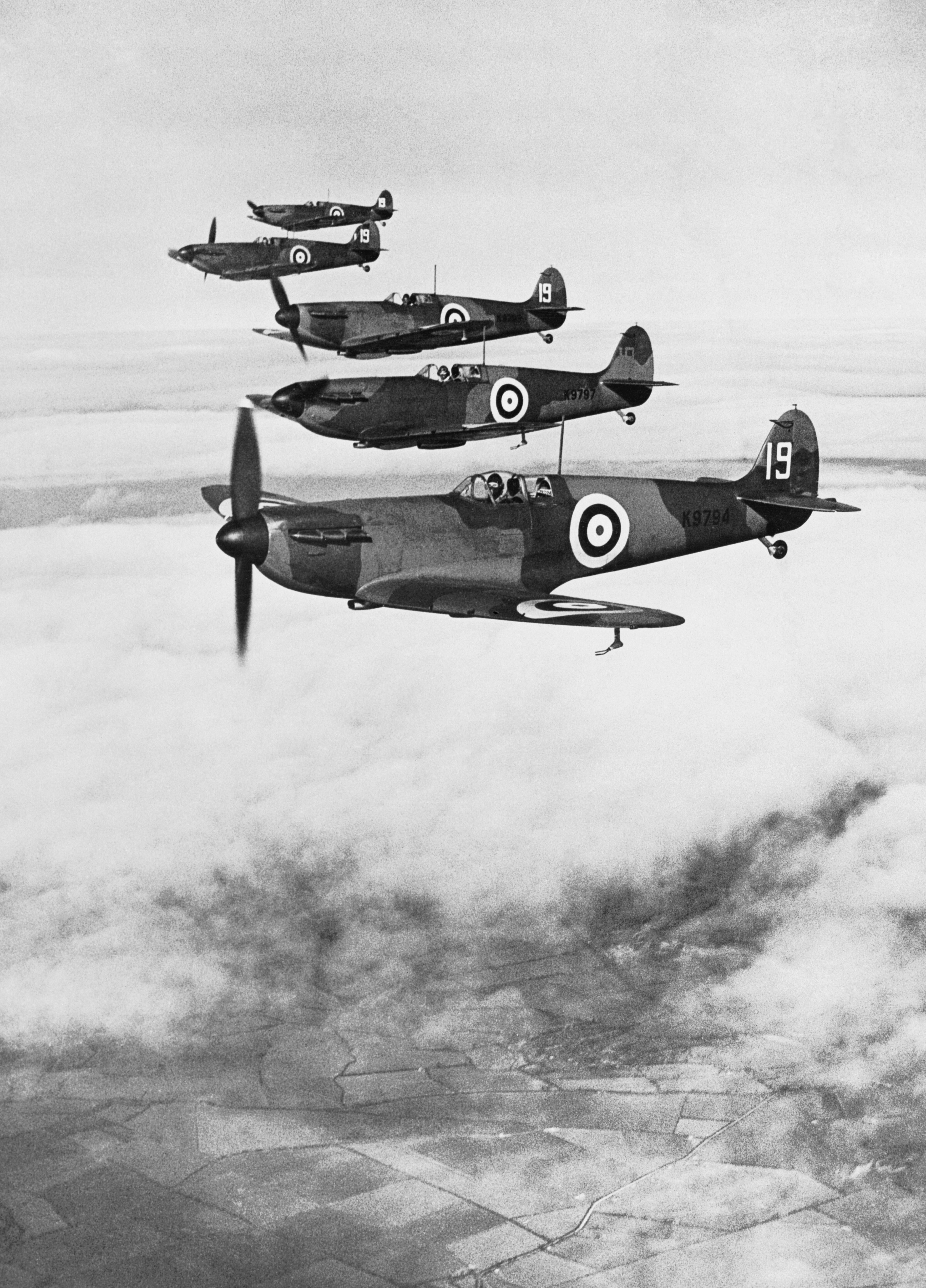
英國皇家空軍第19中隊的5架噴火戰鬥機

以下是第二次世界大戰戰役列表：

## 歐洲戰場
- 閃電戰 - 德國在戰爭初期運用快速及強大武力的戰術。
  - 入侵波蘭 - 德國行動代號「白色方案」。
  - 大西洋戰役 - 德國海軍通商破壞艦和U-潛艇攻擊北美和南大西洋前往英國與蘇聯的船隊。 - 船隊主要由英國皇家海軍、英國皇家空軍、加拿大皇家海軍和加拿大皇家空軍負責保護 - 之後美國海軍以船艦及空軍援助兩國。U-潛艇在意大利於1940年6月宣戰之後加入意大利潛艇部隊。
  - 假戰 - 在入侵波蘭到法國戰役這段時間，西線只有少數衝突。
  - 挪威戰役 -
    - 德國威瑟演習作戰 - 德國入侵丹麥與挪威。
    - 盟軍挪威戰役 - 英國、法國、波蘭佔領挪威以反擊德國的入侵。

  - 英國入侵冰島 - 英國「福克行動」（Operation Fork）。
  - 法國淪陷 - 德國行動代號「黃色作戰」（Fall Gelb）。
  - 不列顛空戰 - 德國空軍入侵英國。
    - 海獅計劃 - 計畫入侵英國。
- 地中海戰場
  - 地中海戰役 - 意大利海軍與盟軍的一系列戰鬥。
  - 巴爾幹戰役
    - 希意戰爭 - 意大利從阿爾巴尼亞入侵希臘，遭到希臘反擊而退回阿爾巴尼亞。
    - 入侵南斯拉夫 - 德國行動代號「25號指令」。
    - 希臘入侵 - 德國行動代號「瑪莉塔作戰」。
    - 克里特島戰役 - 德國行動代號「水星行動」。
    - 南斯拉夫前線 - 南斯拉夫民族解放軍與南斯拉夫祖國軍的內戰 - 雙方也對抗來自德國、意大利、匈牙利、保加利亞、斯洛維尼亞、克羅埃西亞獨立國和塞爾維亞救國政府的武力入侵。
    - 多德卡尼斯群島戰役

  - 南法戰役 - 盟軍「龍騎兵行動」。
  - 意大利攻防戰
    - 盟軍入侵西西里 - 空降入侵西西里。
    - 盟軍入侵意大利
- 東線
  - 入侵蘇聯 - 德國「巴巴羅薩作戰」 - 德國、義大利、匈牙利、羅馬尼亞、芬蘭、意大利、斯洛伐克和克羅埃西亞等國進攻蘇聯及其佔領區。
  - 繼續戰爭 - 蘇芬冬季戰爭的延續。
- 西線
  - 諾曼第戰役
  - 齊格菲防線戰役

## 亞洲與太平洋戰場
- 中國
  - 抗日戰爭 - 日本入侵中國。
- 中南半島
  - 第一次入侵法屬中南半島 - 日本試圖阻止中國進口武器與燃料。
  - 泰法戰爭 - 泰國與維琪法國在法屬中南半島的戰爭。
  - 第二次入侵法屬中南半島
- 太平洋地區
  - 太平洋戰區
    - 珍珠港事件 - 日本空襲美國太平洋艦隊，導致美國加入二戰。
    - 所羅門群島戰役
    - 硫磺及硫球群島戰事

  - 西南太平洋戰區
    - 澳洲戰役
    - 婆羅洲戰役
- 東南亞戰區
  - 美英荷澳司令部
  - 中國遠征軍
  - 緬甸戰役
- 蘇聯入侵滿洲 。
- 日本戰役 - 一系列對日本海軍的空襲並計劃入侵日本。

## 中東戰場
- 中東戰役
  - 英伊戰爭
  - 敘黎戰役
  - 英蘇入侵伊朗

## 非洲戰場
- 東非戰役
- 北非戰役 - 或稱「沙漠之戰」。
  - 西部沙漠戰役 - 盟軍與義大利殖民地作戰。
  - 火炬行動 - 英美入侵維琪法國控制的摩洛哥與阿爾及利亞。
  - 埃利戰役
  - 突尼西亞戰役
- 西非戰役
- 馬達加斯加戰役

## 按時間

### 1939
| 入侵波蘭 布茹拉河戰役 Mława戰役 Tomaszów Lubelski戰役 科克戰役 華沙戰役 莫德林戰役 | 納粹德國與蘇聯入侵並分割波蘭。                                                            |  |
| 薩爾進攻                                                                           | 法國進攻薩爾。                                                                            |  |
| 冬季戰爭 托爾瓦湖戰役 蘇奧穆斯薩爾米戰役                                           | 芬蘭遭到蘇聯入侵，並在一開始成功阻擋攻勢。                                                |  |
| 第一次長沙會戰                                                                     | 日本在中國抗日戰爭中第一次試圖拿下長沙。                                                  |  |
| 拉普拉塔河口海戰                                                                   | 德國裝甲艦（當時稱為「袖珍戰艦」）「格拉夫·斯佩海軍上將號」被困於蒙得維的亞，隨後被鑿沉。 |  |

### 1940
| 大西洋戰役                     | 1940到1950年在大西洋上的軍事衝突。                                                               |
| 冬季戰爭 柯拉戰役 洪卡涅米戰役 | 冬季戰爭中唯一的一場坦克戰役。                                                                   |
| Drøbak Sound戰役               | 發生在德國入侵挪威（威瑟演習作戰）的第一天。                                                     |
| 那維克戰役                     | 盟軍在挪威的一場小勝利。                                                                         |
| 納姆索斯戰役                   | 盟軍試圖阻止德軍在挪威的行動，但失敗。                                                           |
| 荷蘭戰役                       | 德國在法國戰役的第一階段（黃色作戰）擊敗荷蘭。                                                   |
| 比利時戰役                     | 「黃色作戰」繼續，德國擊敗比利時。                                                               |
| 法國戰役                       | 德國「紅色作戰」戰勝法國和英國遠征軍。法國剩餘勢力在第二階段的「紅色作戰」被擊敗。               |
| 敦克爾克戰役                   | 作戰代號「發電機行動」，亦稱敦克爾克大撤退，英國遠征軍成功撤退。                                 |
| 凱比爾港海戰                   | 代號「彈弓行動」，英國皇家海軍破壞了維琪法國大部分的船艦，以免落入德軍手中。                     |
| 不列顛空戰                     | 德國空軍意圖擊敗英國皇家空軍以便入侵英國，但失敗。                                               |
| 英屬索馬利蘭                   | 義大利征服英屬索馬利蘭                                                                           |
| 第一次法屬中南半島戰爭         | 大日本帝國軍隊成功侵略法屬中南半島。                                                             |
| 達喀爾戰役                     | 盟軍試圖奪取維琪法國控制的戰略港口達喀爾，但失敗。                                               |
| 希意戰爭 班都斯戰役            | 義大利從阿爾巴尼亞入侵希臘，但被擊退。希臘的反擊導致義大利退回阿爾巴尼亞。                       |
| 加彭戰役                       | 自由法國在戴高樂將軍領導之下，從維琪法國手中拿下利伯維爾、加彭。                                 |
| 塔蘭托戰役                     | 英國艦載機摧毀了塔蘭托港的義大利艦隊。                                                           |
| 百團大戰                       | 中国国民革命军第八路军向日本陸軍攻擊。                                                           |
| 泰法战争                       | 泰国军队和法国军队在边界上的小规模冲突，泰国从法国人手里夺取了西柬埔寨以及两个老挝的被包围领土。 |

### 1941
| 大象島海戰                                            | 維琪法國海軍在泰法戰爭中擊敗泰國海軍。                           |
| 利塔尼河戰役                                          | 澳洲軍隊橫渡利塔尼河，與維琪法國展開敘黎戰役。                   |
| 大馬士革戰役                                          | 盟軍從維琪法國手中拿下大馬士革。                                 |
| 貝魯特戰役                                            | 盟軍奪取貝魯特，維琪法國放棄敘利亞與黎巴嫩。                     |
| 克倫戰役                                              | 盟軍在克倫擊敗義大利，東非戰役中一場決定性的戰役。               |
| 馬塔潘角海戰                                          | 英國艦隊戰勝義大利艦隊。                                         |
| 丹麥海峽海戰                                          | 德國俾斯麥號戰艦擊沉胡德号战列巡洋舰。                           |
| 入侵南斯拉夫之戰                                      | 德國、義大利、匈牙利、保加利亞和阿爾巴尼亞等軸心國入侵南斯拉夫。 |
| 希臘戰役                                              | 德國、保加利亞、南斯拉夫和阿爾巴尼亞入侵希臘。                   |
| 克里特島戰役                                          | 德國傘兵奪下克里特島，但造成許多人員傷亡。                       |
| 「巴巴羅薩」作戰 斯摩棱斯克戰役 基輔戰役 莫斯科保衛戰 | 德國入侵蘇聯。 暫時阻止德軍前進。 德國中央集團軍在莫斯科被擊退。 |
| 貢德爾戰役                                            | 盟軍在意屬東非戰勝義大利。                                       |
| 珍珠港事件                                            | 日本襲擊珍珠港，摧毀了幾乎整個美國太平洋艦隊。                   |
| 第二次長沙會戰                                        | 日本第二次試圖攻下長沙，依然失敗。                               |
| 日本入侵泰國                                          | 日本成功入侵並佔領泰國。                                         |
| 香港保衛戰                                            | 日本攻下英國殖民地香港。                                         |
| 關島戰役                                              | 日本攻下美國領土關島。                                           |
| 威克島戰役                                            | 日軍攻佔威克島。                                                 |
| 馬來亞戰役                                            | 日本成功入侵並佔領馬來亞。                                       |
| 新加坡戰役                                            | 日本拿下新加坡。                                                 |

### 1942
| 望加錫海峽海戰     | 日軍航空部隊襲擊美荷護航艦隊。 |
| Dražgoše戰役       | 斯洛維尼亞與德國佔領軍的第一次直接交戰。 |
| 爪哇海海戰         | 日軍消滅一個盟軍分遣艦隊。 |
| 巴東海峽海戰       | 日軍在夜戰中擊敗擁有數量優勢的盟軍。 |
| 爪哇戰役           | 日軍侵略爪哇島。 |
| 印度洋突襲         | 又稱錫蘭海戰，盟軍兵力和船艦遭到嚴重損失。 |
| 聖誕島戰役         | 日本在沒有受到任何抵抗下佔領聖誕島。 |
| 科雷希多島戰役     | 菲律賓敗給日本。 |
| 日本佔領緬甸       | 緬甸敗給日本。 |
| Nanos戰役          | 800名義軍包圍50名斯洛維尼亞游擊隊員。 |
| 珊瑚海海戰         | 第一場航空母艦對航空母艦的戰役。日本戰術性勝利，但戰略性失敗。                                                                                 |
| 比爾哈凱姆戰役     | 自由法國第一旅為盟軍爭取了足夠的時間去阻止德軍突破蘇伊士運河。                                                                                 |
| 中途島海戰         | 日本海軍在太平洋的一場關鍵海戰。日本失去了四艘航空母艦。                                                                                       |
| PQ-17船隊          | 擁有27艘船隻的船隊在6月17日離開冰島，準備前往摩爾曼斯克。有10艘在7月5日抵達。                                                                  |
| 阿留申群島戰役     | 日本為了掩蓋海軍艦隊在中途島所設下的陷阱，入侵並佔領阿留申群島的兩座島。                                                                       |
| 攻擊雪梨港         | 日本小型潛艇攻擊雪梨港。 |
| 第一次阿拉曼戰役   | 英國第八軍團阻止了隆美爾入侵埃及。 |
| 第二次阿拉曼戰役   | 蒙哥馬利所率領的第八軍團將隆美爾逐出埃及。 |
| 塞瓦斯托波爾圍城戰 | 德軍包圍了八個月後勝利。 |
| 長沙會戰           | 中國宣稱勝利。 |
| 科科達小徑戰役     | 澳洲減緩日軍在巴布亞新幾內亞的攻勢，造成日本進度遲緩及損耗，最後退兵。                                                                         |
| 瓜達爾卡納爾島戰役 | 盟軍開始在所羅門群島行動。 |
| 薩沃島海戰         | 日軍擊沉四艘美軍巡洋艦。 |
| 迪耶普戰役         | 盟軍作戰代號「五十年節行動」（Operation Jubilee），突襲德軍佔領的法國迪耶普港。盟軍在戰術上失敗，不過將這次所得到的經驗用在之後的突襲行動。    |
| 史達林格勒會戰     | 史達林格勒被弗里德里希·保盧斯所率領的德國陸軍第6軍團包圍，但從11月23日起，第6軍團被蘇聯包圍並殲滅。這是史上最血腥的一場戰役，約有180萬人喪生。 |
| 東索羅門海戰       | 日本航空母艦「龍驤」被擊沉。 |
| 米爾恩灣戰役       | 日本第一次登陸戰失敗。 |
| 埃斯佩蘭斯角海戰   | 瓜達康納爾島附近。 |
| 聖克魯斯群島海戰   | 瓜達康納爾島附近，美國航空母艦「大黃蜂號」被擊沉。                                                                                             |
| 火炬行動           | 盟軍登陸北非，成功在阿爾及爾發動政變，阻止了維琪法國的攻勢。                                                                                   |
| 瓜達爾卡納爾島海戰 | 美國擊敗日本，轉捩點。 |
| 塔薩法隆加海戰     | 瓜達爾卡納爾島海域 |
| 第二次卡爾可夫戰役 | 蘇聯試圖收復卡爾可夫。 |
| 第三次長沙會戰     | 中國抗日戰爭 |
| 馬達加斯加戰役     | 盟軍從維琪法國手中拿下馬達加斯加。 |

### 1943
| Osankarica戰役                       | 超過200名德軍屠殺69名男女，19名德軍喪生及31名德軍受傷。 |
| 倫內爾島海戰                         | 日軍轟炸機擊沉一艘巡洋艦。 |
| 瓜達爾卡納爾島戰役                   | 盟軍攻佔瓜達爾卡納爾島。 |
| 第三次卡爾可夫戰役                   | 德軍再度攻下卡爾可夫。 |
| 凱賽林隘口戰役                       | 美國與德國裝甲部隊在突尼西亞交戰。 |
| 內雷特瓦河戰役                       | 德國陸軍進攻南波士尼亞區，包圍並殲滅了當地的南斯拉夫共產游擊隊。在這場戰役幫助德軍的有義大利王國、克羅埃西亞獨立國、烏斯塔沙和南斯拉夫祖國軍。游擊隊損失慘重，但仍奮力突破包圍。 |
| 科曼多爾群島海戰                     | 美國與日本在白令海的海戰。 |
| 俾斯麥海海戰                         | 美軍擊沉日軍運輸艦。 |
| 華沙猶太區起義                       | 5,000名猶太人與2,000名德國人喪生，猶太人遭到監禁。 |
| 蘇積斯卡河戰役                       | 德軍再度與義大利王國、保加利亞、克羅埃西亞獨立國和哥薩克包圍南波士尼亞區的南斯拉夫共產游擊隊。游擊隊再度逃脫。                                                                   |
| Castle Turjak戰役                    | |
| 庫斯克會戰                           | 德軍從奧廖爾與別爾哥羅德攻擊庫斯克突出部，最後俄軍擊退德軍。可以說是史上最大一場坦克戰戰役。                                                                                     |
| 盟軍入侵西西里                       | 盟軍打敗義軍及德軍，拿下西西里島。 |
| 盟軍入侵義大利                       | 在卡拉布里亞、塔蘭托和薩萊諾登陸。 |
| 十二群島戰役 科斯島戰役 萊羅斯島戰役 | 盟軍與德軍爭奪十二群島。 德軍為佔領科斯島而發動的兩棲及空降行動。 德軍為佔領萊羅斯島而發動的兩棲及空降行動。                                                                     |
| 斯摩棱斯克戰役 (1943年)              | 蘇聯在斯摩棱斯克附近攻擊850,000名德軍，使德軍遭受嚴重損傷。 |
| 基輔戰役 (1943年)                    | 蘇聯收復基輔。 |
| 施韋因富特-雷根斯堡任務              | 1943 8月17日 盟軍出動376架B-17與268架P-47，分別攻打這兩地。 |
| 施韋因富特空襲                       | 1943 10月14日 德國空軍和美國陸軍航空軍的一場重要的空戰，又稱「黑色星期四」，出動291架B-17。                                                                                      |
| 塔拉瓦戰役                           | 美軍第一次在太平洋發動大型的兩棲登陸作戰。 |
| 馬金戰役                             | 美軍奪下馬金環礁。 |
| 伯恩哈特防線戰役                     | 美國陸軍第5軍團付出了16,000人的傷亡代價，才通過米格納諾隘口到達卡西諾的防禦工事。                                                                                                |

### 1944
| 奇斯特納戰役           | 鵝卵石行動的一部分，美國陸軍遊騎兵第一、第三和第四營試圖攻佔奇斯特納鎮。                                   |
| 蒙特卡西諾戰役         | 歷經四次戰鬥後，盟軍終於防線突破，朝羅馬前進。                                                             |
| 瓜加林戰役             | 美軍攻擊瓜加林島及羅伊納姆爾島。                                                                           |
| 第二次若開戰役         | 日軍向盟軍反擊。                                                                                           |
| 埃尼威托克戰役         | 美日雙方在埃尼威托克環礁交戰。                                                                             |
| 英帕爾戰役與科西瑪戰役 | 日軍入侵印度失敗，損失慘重。                                                                               |
| 跳馬行動               | 德軍試圖用空降部隊俘虜約瑟普·布羅茲·狄托。                                                                 |
| 諾曼第戰役             | 盟軍入侵北法（大君主作戰），雙方從瑟堡到卡昂激烈交戰，德軍在法萊茲遭到包圍而被殲滅。                       |
| 塞班島戰役             | 戰鬥發生在馬里亞納群島的塞班島，大多數日軍陣亡。                                                           |
| 關島戰役               | 美軍奪回關島。                                                                                             |
| 天寧島戰役             | 美軍攻佔天寧島。                                                                                           |
| 巴格拉基昂行動         | 蘇聯的攻勢殲滅了德國在東線的中央集團軍。                                                                   |
| 菲律賓海海戰           | 航空母艦的大型戰鬥，美軍損失了123架飛機，摧毀3艘日軍航母600架飛機。                                        |
| Battle of Fontenay     | |
| 塔利-伊漢塔拉戰役      | 芬蘭阻擋了蘇聯攻勢。                                                                                       |
| 華沙起義               | 20,000名波蘭人對抗55,000名德意志國防軍和黨衛隊。城市超過90%被摧毀，250,000人員傷亡。                       |
| 龍騎兵行動             | 盟軍入侵南法。                                                                                             |
| 德布勒森戰役           | 蘇聯在匈牙利獲得土地，但德國與匈牙利在雙方損失相當時撤退。                                                 |
| 進攻哥德防線           | 英國陸軍第8軍團和美國陸軍第5軍團試圖攻入北義平原失敗。                                                     |
| 阿納姆戰役             | 市場花園行動中的大型戰役。盟軍無法越過萊茵河。英國第1空降師被滅。                                          |
| 貝里琉戰役             | 爭奪西太平洋一座小型機場的一場戰鬥。                                                                       |
| 亞琛戰役               | 亞琛是二戰期間第一個被盟軍入侵的德國大城。                                                                 |
| 斯海爾德河爭奪戰       | 加拿大獲得決定性勝利，解決了盟軍的後勤問題，安特衛普港讓補給能直接前往前線。                               |
| 十字架山丘戰役         | 第18步兵團，美國第1步兵師拿下十字架山丘，一個包圍亞琛的重要據點。巴比·E·布朗獲頒榮譽勳章。                 |
| 安加爾戰役             | 美軍攻佔帛琉的一座島嶼。                                                                                   |
| 赫根森林戰役           | 德軍頑強抵抗，造成美國陸軍驚人的傷亡。                                                                     |
| 雷伊泰島戰役           | 美軍及菲律賓游擊隊攻佔雷伊泰島。                                                                           |
| 雷伊泰灣海戰           | 史上最大的一場海空作戰。此舉導致在戰場活躍近三年，表現最優秀的日軍航母瑞鶴號沉沒，也是日軍最後一艘正規航母 |
| 皇后行動               | 英美兩國在亞琛和魯爾河間的在聯合作戰。                                                                     |
| 突出部之役             | 德軍在阿登反擊。安東尼·麥考利夫將軍在巴斯托涅時，對於德軍要求勸降，只回答「Nuts！」。                      |
| 布達佩斯戰役           | 蘇聯包圍並攻佔匈牙利首都布達佩斯。                                                                         |

### 1945
| 大象行動           | 盟軍攻打德軍橋頭堡 - 荷蘭的 Kapelsche Veer。                                |
| 卡巴那圖營救       | 美國陸軍遊騎兵營救被囚禁在巴丹和科雷希多島日軍拘留營的戰俘。                |
| 巴丹半島戰役       | 美國及菲律賓收復巴丹半島。                                                  |
| 馬尼拉戰役         | 美國、菲律賓、日本展開長達一個月的激戰，城市幾乎全毀。約有100,000平民喪生。 |
| 科雷吉多島戰役     | 美軍與菲律賓從日軍手中奪回島嶼。                                            |
| 洛斯巴諾斯營救     | 美國空軍特遣隊自日軍手中營救超過2000名戰俘及平民。                          |
| 棉蘭老島戰役       | 美國陸軍第八軍與菲律賓軍重新奪回南菲律賓。                                  |
| 大學行動           | 134 Allied gliders land troops in Weisel.                                   |
| 米沙鄢群島戰役     | 美國陸軍第八軍與菲律賓軍重新奪回菲律賓中部島嶼。                            |
| 密鐵拉與曼德勒戰役 | 在緬甸中部的一場決定性戰役。                                                |
| 硫磺島戰役         | 一個月後，美軍攻下日本重要的近海島嶼。                                      |
| 豫西鄂北會戰       | 日本控制空軍基地。                                                          |
| 哈爾伯戰役         | 柏林戰役的一部份。                                                          |
| 柏林戰役           | 蘇聯包圍並攻占德國首都，希特勒自殺。                                        |
| 第里雅斯特戰役     | 英軍與南斯拉夫攻下第里雅斯特。                                              |
| 塔拉根島戰役       | 婆羅洲戰役的一部份。                                                        |
| 波加那戰役         | 歐洲在二戰的最後一場戰役。                                                  |
| 湘西會戰           | 中國獲得勝利。                                                              |
| 坊之岬海戰         | 4月7日，日本聯合艦隊幾乎終結                                                |
| 沖繩島戰役         | 美國拿下沖繩島，造成雙方大量傷亡。                                          |
| 北婆羅洲戰役       | 澳軍在二戰最後階段於太平洋上的一場勝利。                                    |
| 巴厘巴板戰役       | 盟軍戰勝日本。                                                              |
| 八月風暴行動       | 蘇聯解放滿洲。                                                              |

## 包圍戰
- 華沙圍城戰
- 列寧格勒圍城戰
- 利沃夫圍城戰
- 莫德林圍城戰
- 諾沃羅西斯克圍城戰
- 奧德薩圍城戰
- 塞瓦斯托波爾圍城戰
- 托布魯克圍城戰
- 布達佩斯圍城戰
- 布雷斯勞圍城戰
- 巴斯托涅圍城戰

## 海戰
統稱
- 北極海護航隊
- 第二次大西洋戰役 - 指1940到1950年間在大西洋的衝突。
- 地中海戰役
- 印度洋戰役

個別

1939
- 拉普拉塔河口海戰

1940
- 第一次那維克海戰
- 第二次那維克海戰

1941
- 馬塔潘角海戰
- 珍珠港事件

1942
- 珊瑚海海戰
- 中途島海戰
- 瓜達爾卡納爾島戰役

1943
- 科曼多爾群島戰役

1944
- 雷伊泰灣海戰

1945
- 坊之岬海戰

## 大轟炸
- 貝德克爾空襲
- 重慶大轟炸
- 考文垂空襲
- 布魯姆轟炸（英语：Attack on Broome）
- 達爾文轟炸
- 漢堡轟炸
- 赫爾辛基轟炸
- 廣島市原子彈爆炸
- 卡塞爾轟炸
- 倫敦大轟炸
- 呂貝克
- 長崎市原子彈爆炸
- 納爾瓦 - 1944年3月。
- 珍珠港事件
- 羅斯托克 - 飛機製造廠、港口及城市
- 鹿特丹轟炸
- 史達林格勒戰役 - 1942年8月23日
- 塔林 - 1944年2月至3月間由蘇聯發起的大轟炸。
- 東京大轟炸 - 數次大空襲。
- 華沙轟炸
- 德勒斯登轟炸

## 作戰行動

### 突擊戰
盟軍
- 巨像行動（Operation Colossus），1941年2月10日
- Operation Claymore（英语：Operation Claymore），1941年3月4日
- Operation Archery（英语：Operation Archery），1941年12月27日
- 帝汶島戰役，1942年2月19日 – 1943年2月10日
- Operation Chariot，1942年3月28日
- 迪耶普突擊，1942年8月19日
- 馬金島突擊，1942年8月17-18日
- Operation Jaywick（英语：Operation Jaywick），1943年9月
- 傑德堡行動（Operation Jedburgh），1944年
- 烘烤行動（Operation Roast），1945年4月

軸心國
- 狮鹫行动（Operation Greif），1944年12月

### 突擊部隊
同盟國
- 多國部隊
  - Chindits（英语：Chindits）
  - 魔鬼兵團
  - Z字特攻隊
  - Popski's Private Army（英语：Popski's Private Army）
  - Gideon Force（英语：Gideon Force）
- 中國
  - 國民革命軍
  - 中國遠征軍
  - 新一軍
  - 新六軍
- 澳洲
  - 澳洲突擊隊
- 法國
  - 法國遠東遠征軍
  - Intervention Light Corps
  - 法國外籍兵團
- 希臘
  - Sacred Band（英语：Sacred Band）
- 英國
  - 長程沙漠部隊
  - 特種空勤團
  - 英國皇家海軍陸戰隊
  - 英國特別行動處
  - 英國突擊隊
  - Layforce（英语：Layforce）
  - 英國傘兵團
- 美國
  - Marine Raiders（英语：Marine Raiders）
  - 美國陸軍遊騎兵
  - 阿拉莫尖兵
  - 麥瑞爾突擊隊

軸心國
- 納粹德國
  - Brandenburger Regiment
  - 武裝黨衛隊（由奧托·斯科爾茲內所率領的特種部隊）
- 法西斯義大利
  - Decima Flottiglia MAS（英语：Decima Flottiglia MAS）
- 日本帝國
  - 大日本帝國海軍陸戰隊

## 防線
- 大西洋壁壘
- GHQ Line（英语：GHQ Line）
- 冬季防線
- 馬奇諾防線
- 曼納海姆防線
- 邁塔克薩斯防線
- 齊格菲防線
- Taunton Stop Line（英语：Taunton Stop Line）

## 同時期的其他戰爭
- 英伊戰爭
- 國共內戰
- 希臘內戰
- 第二次義大利衣索比亞戰爭
- 中國抗日戰爭
- 諾門罕戰役
- 西班牙內戰
- 蘇芬戰爭、繼續戰爭、拉普蘭戰爭